# Капондо
Капо́ндо (англ. Kapondo) — традиційна громада у складі дистрикту Мчинджі Центрального регіону Малаві.
Населення — 10626 осіб (2018).